# Polymnia (Gattung)
Polymnia ist die einzige Gattung der Tribus Polymnieae in der Unterfamilie der Asteroideae innerhalb der Pflanzenfamilie der Korbblütler (Asteraceae). Die nur vier Arten sind im zentralen bis östlichen Nordamerika verbreitet.

## Beschreibung

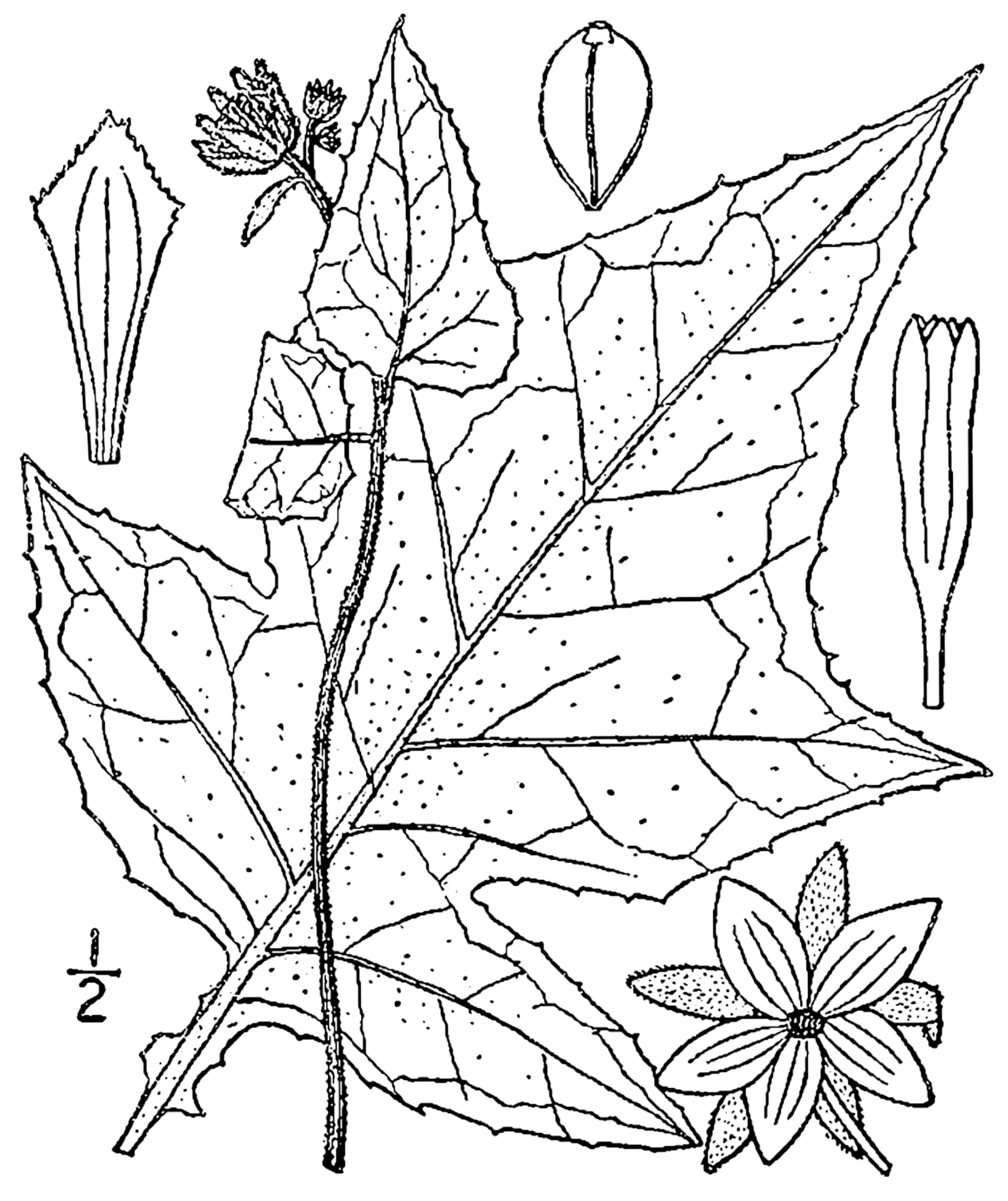
Illustration von Polymnia canadensis

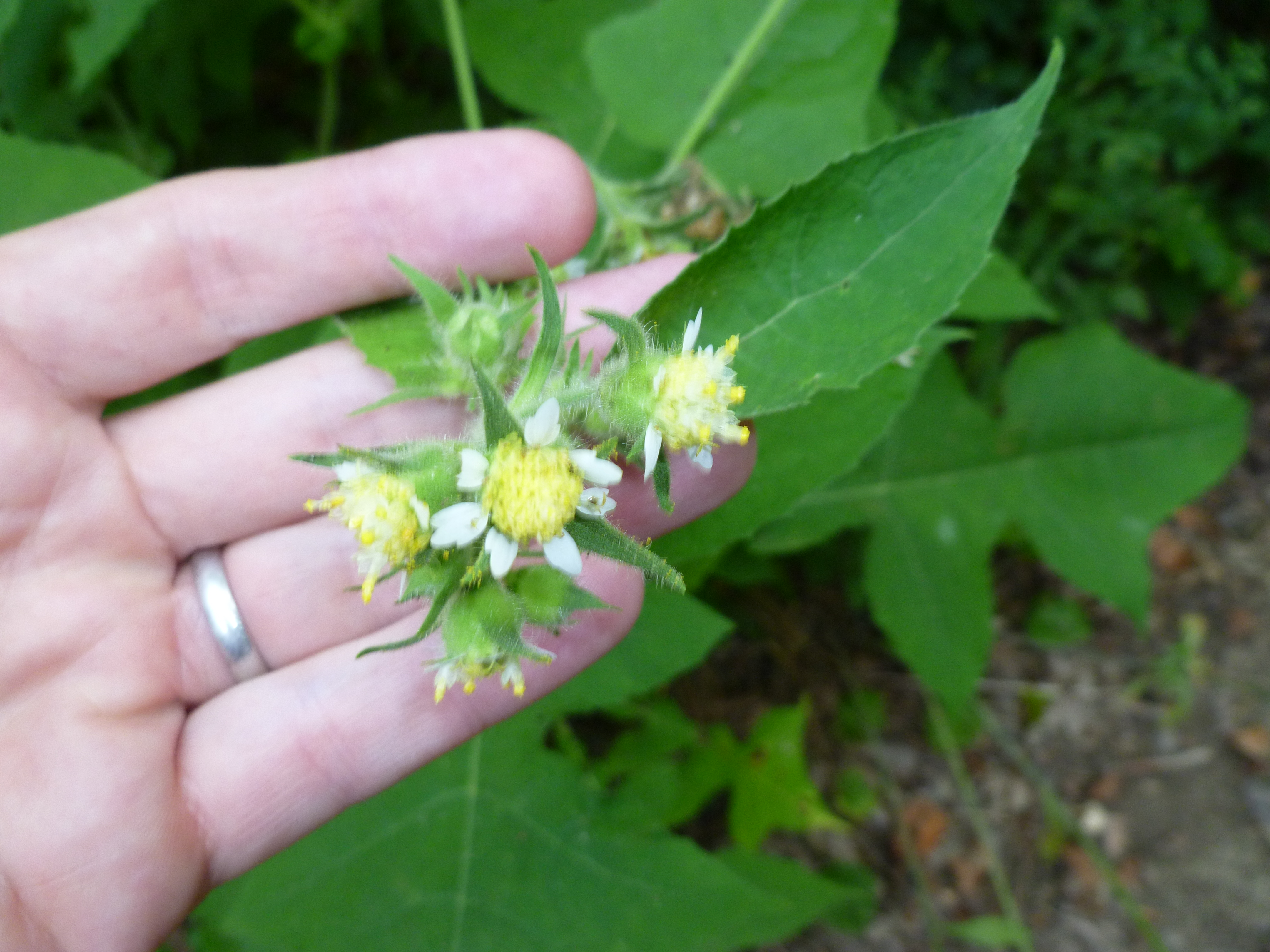
Gesamtblütenstand mit Blütenkörben von Polymnia canadensis mit den wenigen Zungenblüten

### Erscheinungsbild und Blätter
Polymnia-Arten wachsen als einjährige bis ausdauernde krautige Pflanzen, die Wuchshöhen von 0,5 bis über 1,5 Meter erreichen. Oft bilden sie Rhizome als Überdauerungsorgane. Die aufrechten Stängel sind im oberen Bereich verzweigt.
Die gegenständig an den Stängeln oder Zweigen verteilt angeordneten Laubblätter sind in Blattstiel und Blattspreite gegliedert. Der Blattstiel ist oft mehr oder weniger geflügelt und besitzt oft stängelumfassende, verwachsene Anhängsel. Die einfachen bis unregelmäßig fiederlappigen oder bei Polymnia johnbeckii fiederteiligen Blattspreiten sind im Umriss deltaförmig oder gerundet-rhombisch bis herz- oder eiförmig. Es können drei bis elf Blattlappen vorhanden sein. Der Blattrand ist glatt bis mehr oder weniger grob gezähnt. Die Blattoberflächen sind fein bis rau behaart, verkahlend oder kahl; sie sind deutlich drüsig punktiert und/oder sie besitzen gestielte Drüsenhaare (Indument, Trichome). Es liegt Fiedernervatur vor.

### Blütenstände, Blüten und Früchte
In schirmrispigen Gesamtblütenständen stehen locker bis dicht zwei bis mehr als fünf köpfchenförmigen Blütenstände zusammen. Das Involucrum ist bei einem Durchmesser von 0,4 bis über 1,5 Zentimeter halbkugelig. In zwei Reihen stehen dachziegelartig überlappend 6 bis über 21 haltbare Hüllblätter, von denen die äußeren zwei bis sechs sind eiförmig bis linealisch sowie mehr oder weniger krautig sind und die inneren eiförmig bis lanzettlich, fast gleich oder kürzer als die äußeren sowie trockenhäutiger sind. Die inneren Hüllblätter sind oft den Spreublättern ähnlich. Die Korbböden sind flach bis konvex. Die häutigen bis trockenhäutigen Spreublätter sind verkehrt-eiförmig bis verkehrt-lanzettlich oder spatelförmig.
Die Blütenkörbe enthalten nur zwei bis sechs Zungenblüten (= Strahlenblüten) und 12 bis über 30 Röhrenblüten (= Scheibenblüten). Die weiblichen, fertilen, zygomorphen Zungenblüten besitzen hell-gelbliche bis weißliche Blütenkronen mit flaumig behaarten Kronröhren und mehr oder weniger keilförmigen bis linealischen Zungen, die in drei Kronzähnen enden; manchmal sind die Zungen kaum erkennbar oder fehlen. Die funktional männlichen, fertilen Röhrenblüten besitzen hellgelbe Blütenkronen, deren Kronröhre kürzer ist als der sich abrupt weitende Kronschlund mit fünf dreieckigen bis lanzettlich-eiförmigen Kronzipfeln. Die Theken der Staubbeutel sind hell und besitzen an ihren oberen Enden dreieckige Anhängsel. Der kugeligen Pollen ist stachelig (echinat, also mit freistehenden, stäbchenförmigen, zugespitzten Exineelementen, die länger als 1 Mikrometer sind). Der untere Bereich des dünnen Griffels ist kahl, die zwei Griffeläste sind kurz behaart und biegen sich bei in der bestäubungsfähigen Zeit nicht zurück.
Die drei- bis sechskantigen oder -rippigen Achänen sind prall-birnenförmig sowie mehr oder weniger abgeflacht und oft sind sie winzig geschnäbelt. Zwischen den Kanten oder Rippen sind die spärlich rau behaarten oder kahlen Achänen fein gerillt. Es ist kein Pappus vorhanden. In der Schale der Achänen ist Phytomelanin enthalten und sie sind dadurch schwarz.

### Chromosomensätze
Die Chromosomengrundzahl beträgt x = 15; es liegt bei allen vier Arten Diploidie vor, also 2n = 30.

## Systematik und Verbreitung
Die Gattung Polymnia wurde 1753 durch Carl von Linné in Species Plantarum, 2, S. 926 aufgestellt. Typusart ist Polymnia canadensis L. Der botanische Gattungsname Polymnia leitet sich von Polymnia (Πολύμνια, die Hymnenreiche), einer der neun griechischen Musen, ab.
Polymnia ist die einzige Gattung der Tribus Polymnieae in der Unterfamilie Asteroideae innerhalb der Familie Asteraceae. Die Tribus Polymnieae (H.Rob.) Panero wurde 2002 durch José L. Panero aufgestellt. Das Basionym Subtribus Polymniinae H.Rob. wurde durch Harold Ernest Robinson in A Revision of the Tribal and Subtribal Limits of the Heliantheae (Asteraceae), Washington, Smithsonian Institution Press, 1981 veröffentlicht.
Viele Arten, die früher in der Gattung Polymnia enthalten waren, gehören seit Harold Ernest Robinson 1978 zur Gattung Smallanthus Mack. ex Small. Es sind heute nur noch die wenigen nordamerikanischen Arten in der Gattung Polymnia verblieben.
Das natürliche Verbreitungsgebiet der Gattung Polymnia reicht vom zentralen bis ins östliche Nordamerika. Polymnia canadensis ist am weitesten verbreitet, dagegen besitzt Polymnia cossatotensis ein kleines Areal sowie besondere Standortansprüche und Polymnia johnbeckii ist ein seltener Endemit.
In der Gattung Polymnia gibt seit 2011 vier Arten:
- Polymnia canadensis L.: Sie kommt im südlichen Teil der kanadischen Provinz Ontario und in den US-Bundesstaaten Connecticut, Indiana, Michigan, New York, Ohio, Pennsylvania, Vermont, West Virginia, Illinois, Iowa, Kansas, Minnesota, Missouri, Oklahoma, Wisconsin, Alabama, Arkansas, Georgia, Kentucky, North Carolina, Tennessee, Virginia sowie im District of Columbia. Sie gedeiht an feuchten, schattigen Standorten auf trockenen bis reichen kalkhaltigen Böden.
- Polymnia cossatotensis Pittman & V.M.Bates: Sie gedeiht nur an Feuerstein-Aufschlüssen in Höhenlagen von 300 bis 500 Meter nur Cossatot-Bergkette in Arkansas und ist nur von vier Standorten bekannt.
- Polymnia johnbeckii D.Estes: Sie wurde 2011 erstbeschrieben. Diese seltene Art ist nur von zwei Fundorten im Marion County in Tennessee bekannt. Die zwei einzigen Standorte liegen etwa 5 km auseinander an Karsthängen in Eichenwäldern.[2]
- Polymnia laevigata Beadle: Sie kommt in den südöstlichen US-Bundesstaaten Alabama, Tennessee, Georgia, Kentucky, Missouri und nordwestlichen Florida vor. Sie gedeiht an feuchten, schattigen Standorten auf kalkhaltigen Böden in Höhenlagen von 10 bis 300 Meter.

## Nutzung in der Volksmedizin der indigenen Völker Nordamerikas
Polymnia canadensis (in Nordamerika Whiteflower Leafcup genannt) wurde vom Stamm der Houma in Louisiana als Droge eingesetzt um Schwellungen auf der Haut durch Wickel mit zerstoßenen Laubblättern zu behandeln. Die Irokesen verwendeten Polymnia canadensis als Zahnschmerzmedizin.